# Campeonato Mundial de Taekwondo de 1982
El V Campeonato Mundial de Taekwondo se realizó en Guayaquil (Ecuador) entre el 4 y el 27 de febrero de 1982 bajo la organización de la Federación Mundial de Taekwondo (WTF) y la Federación Ecuatoriana de Taekwondo.
En el evento tomaron parte 229 atletas de 36 delegaciones nacionales.

## Medallistas

### Masculino
| Evento | Oro                           | Plata                         | Bronce                                                           |
| ------ | ----------------------------- | ----------------------------- | ---------------------------------------------------------------- |
| –48 kg | José Cedeño · Ecuador         | César Rodríguez Luna · México | Emilio Azofra · España · Dae-Sung Lee · Estados Unidos           |
| –52 kg | Jeon Woong-Hwan Corea del Sur | Su Chen-Chia China Taipéi     | Fernando Celada Cruz · México · Turgay Ertuğrul · RFA            |
| –56 kg | Kim Yong-Ki Corea del Sur     | Jesús Benito · España         | Chung-Sik Choi · Estados Unidos · Jimmy de Fretes · Países Bajos |
| –60 kg | Jang Myeong-Sam Corea del Sur | Ignacio Blanco · México       | Kao Ming-Lu · China Taipéi · Raffaele Marchione · Italia         |
| –64 kg | Park Oh-Sung Corea del Sur    | Juan Rosales · España         | Philipe Bouedo Francia Alfonso Qahhaar Estados Unidos            |
| –68 kg | Park Cheon-Jae Corea del Sur  | Óscar Mendiola · México       | José Alonso · España · Lindsay Lawrence · Reino Unido            |
| –73 kg | Jeong Kook-Hyun Corea del Sur | Duvan Canga · Ecuador         | Francisco Garrido · España · Helmut Gärtner · RFA                |
| –78 kg | Kim Sang-Chun Corea del Sur   | Rashid Hasan Baréin           | Javier Mayen · México · Earl Taylor · Estados Unidos             |
| –84 kg | Ha Yong-Seong Corea del Sur   | Medhat Mansi Fahim Egipto     | Ireno Fargas · España · Ben Oude Luttikhuis · Países Bajos       |
| +84 kg | Dirk Jung RFA                 | Kim Royce Estados Unidos      | Rafael Devesa · España · Dario Scalella · Italia                 |

## Medallero
| Núm. | País           | Oro | Plata | Bronce | Total |
| ---- | -------------- | --- | ----- | ------ | ----- |
| 1    | Corea del Sur  | 8   | 0     | 0      | 8     |
| 2    | Ecuador        | 1   | 1     | 0      | 2     |
| 3    | RFA            | 1   | 0     | 2      | 3     |
| 4    | México         | 0   | 3     | 2      | 5     |
| 5    | España         | 0   | 2     | 5      | 7     |
| 6    | Estados Unidos | 0   | 1     | 4      | 5     |
| 7    | China Taipéi   | 0   | 1     | 1      | 2     |
| 8    | Baréin         | 0   | 1     | 0      | 1     |
| 8    | Egipto         | 0   | 1     | 0      | 1     |
| 10   | Italia         | 0   | 0     | 2      | 2     |
| 10   | Países Bajos   | 0   | 0     | 2      | 2     |
| 12   | Francia        | 0   | 0     | 1      | 1     |
| 12   | Reino Unido    | 0   | 0     | 1      | 1     |
|      | TOTAL          | 10  | 10    | 20     | 40    |